# 田中正玄
田中 正玄（たなか まさはる、慶長18年6月18日（1613年8月4日） - 寛文12年5月28日（1672年6月23日））は、江戸時代初期の会津藩大老。会津三家、会津九家、会津田中家初代。通称は三郎兵衛。妻は広儀御書院番大久保新蔵の娘。会津藩主・保科正之の家老として絶大の信頼を得、江戸幕府4代将軍・徳川家綱の後見人としてほとんど領地に入ることのなかった主君に代わって藩政を取り仕切り、会津藩の基礎を磐石なものとした。

## 生涯
慶長18年（1613年）、田中清右衛門正長（玄重・清六）の子として佐渡加茂郡沢根にて誕生した。母は野本氏の娘。幼名は右京。
正玄の家系は、伊勢国主・北畠家の一門である田丸氏の一族であった。祖父・冶右衛門玄儀（淡路守直茂）は、甲斐国の武田信玄に仕えて田中氏と称し、旗指し紋を「四ツ割菱紋」、家紋を「違い角丸紋」にそれぞれ改めた。武田一族の葛山信貞の妹を娶り、侍大将1800貫となり、武田方諏訪五十騎の一人となるが、長久手の戦いで戦死した。父・正長は武田氏が滅亡すると、玄儀の弟で田丸直昌に救い出されて養嗣子となり、豊臣秀吉に仕えた。佐渡金山奉行となるが百姓一揆が起きたため罷免された。以後、故郷の甲斐で閑居し、のち熊野神社の修験者となり各地を放浪するなか、寛永10年（1633年）8月23日に急死した。
以上は会津藩田中家の伝承に基づくが、一方で田中正長の別の息子（清水寺宝性院僧都、宗親）の伝記によれば、正長は近江の商人の子で、豊臣大名の田中吉政の一族という。事実関係は不明であるが、正玄が正長の息子という伝承が正しいとすれば、会津藩の田中家は家伝にいう田丸氏の子孫ではなく、田中吉政と同族の近江の田中氏の出身ということになる。
正玄は寛永4年（1627年）、信濃高遠藩主・保科正光に仕え、その養子の幸松（後の保科正之）付きとなり、正之の家督後、その偏諱を受けて正玄と名乗り家老となる（禄500石）。その後保科氏は、寛永13年（1636年）に出羽山形藩、寛永20年（1643年）に陸奥会津藩への転封に従い、最終的には禄高は4000石となり与力料も含め5500石まで加増され大身となった。
寛文6年（1666年）、会津藩大老職となり江戸幕府大政参与として幕政に関わる正之に代わって藩政を取り仕切った。大老・土井利勝は当時の天下の名家老として、尾張藩・成瀬正成や紀州藩・安藤直次と共に正玄の名を挙げ、3人の中で最も優れていると評した。また儒者の山崎闇斎も「田中三郎兵衛殿は、学問之無く候へ共、大量の仁に候。好ましき気象に候」と評した。このように名宰相として諸国に聞こえたといわれている。
寛文12年（1672年）5月28日、死去。享年60。嫡子無く死去したため、正之は甥の玄忠（正玄の弟・玄次の子）に家督を相続させた。玄忠、玄督、玄顕、玄興と続いて会津藩中興の祖といわれた田中玄宰に至る。幕末の会津藩家老田中玄清は玄宰の曾孫。政治活動家の田中清玄は、玄顕の三男玄通の子孫。
1918年（大正7年）、従五位に叙された。

## 田中正玄家訓13条
正玄は、父・正長が慶長3年に佐渡金山奉行として任地へ赴く際に田丸直昌から授けられた家訓「正者必滅」「還土消散」「五欲邪因」「爾守五倫」「自律為範」「宜無一物」を範として、田中の末孫に田中正玄家訓13条を残した（寛文11年1月、玄恵法師家訓オ家律ト改メ此ノ家人訓オ新タニ釈シ子孫ニ与ウ、今日ニ伝エラル）
- 一、敬神尊祖之事
- 二、目上の人に無礼な振る舞いするな
- 三、嘘ごとを言うう事ならぬ
- 四、卑怯な振る舞いするな
- 五、弱いものをいじめるな
- 六、ならぬことはならぬ
- 七、人に頼らず己に頼れ
- 八、衣食住は己の力に合わせよ
- 九、人に媚びへつらうな
- 十、人を非難する前に先ず己を省みよ
- 十一、人に陥しいれられても人を陥し入れるな
- 十二、恩人には何かを報いることを忘れるな
- 十三、人に疑われるような事をするな

右条々に違い背き致す家人は、縁切り勘当の処置を申し付けるもの也
三朗兵衛正玄 寛文十一年辛亥年正月
上記の家訓の条文は、子孫の田中玄宰が建てさせた日新館の教えに踏襲されている。

## 備考
- 正玄の死を知った正之は「正玄は我に仕うること46年、いまだ1日も私意を以って公事を議した事はなかった」と非常に嘆き、嗣子・保科正経に「自分が死んでもただ悲しむのみであるが正玄の死は家の大患である。汝にとってもこれ以上の不幸はない。正玄の定めた制度は改めるな」と諭している。磐梯山東南山麓見祢山の一角を正玄の墓地として下賜され、その上、家老・友松勘十郎、神官服部安休らに命じて神式に則り葬送の儀式を行い、6月6日に与えられた見祢山墓地に埋葬した。正玄の墓は土津神社より200メートルほど離れた東南方の下にあり、信彦霊社と贈り名をされ神社内に御末社として奉祀された。
- 正玄には子がなく、世継ぎと定めなかった。正之は世継ぎを立てるように強く命じたが、「私は今まで何の功労も無いのに厚禄を受けており、これを子孫に伝うることは私の真意ではない」と固辞した。正之は了承したものの、正玄が死去するに及んで、その忠義の心情を思い、正玄の甥・玄忠にその禄を領ち与えた。